# العلاقات الألمانية الليتوانية
العلاقات الألمانية الليتوانية هي العلاقات الثنائية التي تجمع بين ألمانيا وليتوانيا.

## مقارنة بين البلدين
هذه مقارنة عامة ومرجعية للدولتين:
| وجه المقارنة                                              | ألمانيا                                                                              | ليتوانيا                                                    |
| --------------------------------------------------------- | ------------------------------------------------------------------------------------ | ----------------------------------------------------------- |
| المساحة (كم2)                                             | 357.41 ألف                                                                           | 65.30 ألف                                                   |
| عدد السكان (نسمة)                                         | 81.29 مليون                                                                          | 2.79 مليون                                                  |
| الكثافة السكانية (ن./كم²)                                 | 227.44                                                                               | 42.73                                                       |
| العاصمة                                                   | بون، برلين                                                                           | فيلنيوس، كاوناس                                             |
| اللغة الرسمية                                             | اللغة الألمانية                                                                      | اللغة الليتوانية                                            |
| العملة                                                    | يورو، مارك ألماني                                                                    | ليتاس ليتواني، يورو                                         |
| الناتج المحلي الإجمالي (بليون دولار)                      | 3.68 تريليون                                                                         | 47.17 مليار                                                 |
| الناتج المحلي الإجمالي (تعادل القوة الشرائية) بليون دولار | 3.92 تريليون                                                                         | 84.06 مليار                                                 |
| الناتج المحلي الإجمالي الاسمي للفرد دولار أمريكي          | 41.31 ألف                                                                            | 14.15 ألف                                                   |
| الناتج المحلي الإجمالي للفرد دولار أمريكي                 | 46.40 ألف                                                                            | 27.69 ألف                                                   |
| مؤشر التنمية البشرية                                      | 0.926                                                                                | 0.839                                                       |
| رمز المكالمات الدولي                                      | +49                                                                                  | +370                                                        |
| رمز الإنترنت                                              | .de                                                                                  | .lt                                                         |
| المنطقة الزمنية                                           | توقيت وسط أوروبا، ت ع م+01:00، ت ع م+02:00، توقيت أوروبا الوسطى المعياري (ت غ م +1) ‏ | ت ع م+02:00، ت ع م+03:00، أوروبا/فيلنيوس ‏، توقيت شرق أوروبا |

## مدن متوأمة
في ما يلي قائمة باتفاقيات التوأمة بين مدن ألمانية وليتوانية:
- ترتبط برنبورغ مع تراكي باتفاقية توأمة.
- ترتبط زولينغن [الإنجليزية]‏ مع Joniškis [الإنجليزية]‏ باتفاقية توأمة.
- ترتبط ليشتنبيرغ مع Jurbarkas [الإنجليزية]‏ باتفاقية توأمة منذ 2000.
- ترتبط كرايلسهايم مع Jurbarkas [الإنجليزية]‏ باتفاقية توأمة منذ 16 سبتمبر 2000.
- ترتبط باد إيبورغ مع باغيغياي باتفاقية توأمة منذ 1980.
- ترتبط Teterow [الإنجليزية]‏ مع شياولياي باتفاقية توأمة.
- ترتبط إميريش آم راين مع Šilutė [الإنجليزية]‏ باتفاقية توأمة منذ 1978.
- ترتبط باربي مع Aukštadvaris [الإنجليزية]‏ باتفاقية توأمة.
- ترتبط بيرغيش غلادباخ مع ماريامبوله باتفاقية توأمة.
- ترتبط Leck, Nordfriesland [الإنجليزية]‏ مع بيرشتوناس باتفاقية توأمة.
- ترتبط إرفورت مع فيلنيوس باتفاقية توأمة منذ 6 فبراير 2000.[19][20][21][22]
- ترتبط راينه مع تراكي باتفاقية توأمة منذ 1996.[23]
- ترتبط فيهمارن مع نيرينغا باتفاقية توأمة.
- ترتبط لوبيك مع كلايبيدا باتفاقية توأمة منذ 1969.[24][25]
- ترتبط برنتسلاو مع فارينا (ليتوانيا) باتفاقية توأمة منذ 1990.
- ترتبط فيردر مع برجي [الإنجليزية]‏ باتفاقية توأمة.
- ترتبط دساو روسلاو مع نيمينسينه باتفاقية توأمة منذ 1971.
- ترتبط مانهايم مع كلايبيدا باتفاقية توأمة منذ 1961.
- ترتبط ليبه مع كاوناس باتفاقية توأمة منذ 28 نوفمبر 2014.[26][26][27][27]
- ترتبط شونهبك مع تراكي باتفاقية توأمة منذ 1993.[23][23][23]
- ترتبط لايبزيغ مع كلايبيدا باتفاقية توأمة منذ 1992.[28][28][29][30]
- ترتبط ريدشتات مع توراج باتفاقية توأمة.
- ترتبط برغن آوف روغن مع بالانغا (لتوانيا) باتفاقية توأمة.
- ترتبط شباير مع Radviliškis [الإنجليزية]‏ باتفاقية توأمة.
- ترتبط لونن مع بانيفيزيس باتفاقية توأمة منذ 18 مارس 1991.[31][31][32][32]
- ترتبط زومردا مع كيدايني باتفاقية توأمة.
- ترتبط مندن مع Plungė [الإنجليزية]‏ باتفاقية توأمة.
- ترتبط دويسبورغ مع فيلنيوس باتفاقية توأمة منذ 1973.
- ترتبط بلاوين مع شياولياي باتفاقية توأمة.
- ترتبط زوندرسهاوزن مع Kazlų Rūda [الإنجليزية]‏ باتفاقية توأمة.
- ترتبط باسوم مع تلسياي باتفاقية توأمة.
- ترتبط باد كوتستينغ مع بريناي باتفاقية توأمة.

## منظمات دولية مشتركة
يشترك البلدان في عضوية مجموعة من المنظمات الدولية، منها:
| علم المنظمة | اسم المنظمة                               | تاريخ انضمام ألمانيا | تاريخ انضمام ليتوانيا |
| ----------- | ----------------------------------------- | -------------------- | --------------------- |
|             | مؤسسة التمويل الدولية                     | 20 يوليو 1956        | 15 يناير 1993         |
|             | يونسكو                                    | 11 يوليو 1951        | 7 أكتوبر 1991         |
|             | مركز تنسيق الحركة في أوروبا ‏              | ?                    | ?                     |
|             | مجموعة الموردين النوويين                  | ?                    | ?                     |
|             | مؤسسة التنمية الدولية                     | 24 سبتمبر 1960       | 23 سبتمبر 2011        |
|             | منظمة التعاون الاقتصادي والتنمية          | 27 سبتمبر 1961       | 5 يوليو 2018          |
|             | المركز الدولي لتسوية المنازعات الاستشارية | 18 مايو 1969         | 5 أغسطس 1992          |
|             | وكالة ضمان الاستثمار متعدد الأطراف        | 12 أبريل 1988        | 8 يونيو 1993          |
|             | منظمة حظر الأسلحة الكيميائية              | 29 أبريل 1997        | ?                     |
|             | الاتحاد الدولي للاتصالات                  | 1866                 | 1 يوليو 1923          |
|             | الأمم المتحدة                             | 18 سبتمبر 1973       | 17 سبتمبر 1991        |
|             | منظمة الشرطة الجنائية الدولية             | ?                    | ?                     |
|             | البنك الدولي للإنشاء والتعمير             | 14 أغسطس 1952        | 6 يوليو 1992          |
|             | منظمة الأمن والتعاون في أوروبا            | 25 يونيو 1973        | 10 سبتمبر 1991        |
|             | الاتحاد البريدي العالمي                   | 1 يوليو 1875         | ?                     |
|             | حلف شمال الأطلسي                          | 9 مايو 1955          | 29 مارس 2004          |
|             | منظمة التجارة العالمية                    | ?                    | ?                     |
|             | المنظمة الأوروبية لسلامة الملاحة الجوية   | 1960                 | 2006                  |
|             | مجلس دول بحر البلطيق                      | 1992                 | ?                     |
|             | مجلس أوروبا                               | 13 يوليو 1950        | ?                     |
|             | الاتحاد الأوروبي                          | 25 مارس 1957         | 1 مايو 2004           |
|             | اتفاقية السماوات المفتوحة                 | ?                    | ?                     |

## أعلام
هذه قائمة لبعض الشخصيات التي تربطها علاقات بالبلدين:
- آن من بوهيميا (11 مايو 1366[63] – 7 يونيو 1394[63])
- آنا من بروسيا (3 يوليو 1576[64] – 30 أغسطس 1625[64])
- ألبرشت (8 يوليو 1490[65] – 20 مارس 1568[65][66][67])
- ألكسندرا (مغنية ألمانية، 19 مايو 1942[68][69][70] – 31 يوليو 1969[68][69])
- إميليا بلاتر (عسكرية بولندية، 13 نوفمبر 1806 – 23 ديسمبر 1831)
- سيغيسموند (15 فبراير 1368 – 9 ديسمبر 1437[71])
- شيرين ديفيد (11 أبريل 1995 – )
- غيورغ فيلهلم (13 نوفمبر 1595 – 1 ديسمبر 1640[72][73])
- فريدريك الثالث (21 سبتمبر 1415 – 19 أغسطس 1493)
- فيلهلم فون براندنبورج (قس لاتفي، 30 يونيو 1498 – 4 فبراير 1563)
- كورنيل بورشيرس (16 مارس 1925[74] – 12 مايو 2014[74][75])
- كيم نايدزينافيسيوس (لاعبة كرة يد ألمانية، 6 أبريل 1991 – )
- يوهان غيورغ (11 سبتمبر 1525[76] – 18 يناير 1598[77])

## وصلات خارجية
- موقع وزارة الخارجية الألمانية
- موقع وزارة الخارجية الليتوانية